# Kalamazoo, Michigan
Kalamazoo (IFA, |ˌ|k|æ|l|ə|m|ə|ˈ|z|uː ) este un oraș, care este sediul comitatului omonim Kalamazoo, situat în sud-vestul statului Michigan, Statele Americii ale Americii. GR6
Kalamazoo este considerat a fi geografic în regiunile statului cunoscute sub numele West Michigan și Southern Michigan. Conform datelor culese de United States Census Bureau, la data de 1 aprilie 2010, data recensământului Statelor Unite din anul 2010, localitatea avea o populație totală de 74.262 de locuitori.
Kalamazoo este localitatea principală a zonei metropolitane Kalamazoo-Portage, care avea la data recensământului din 2010 o populație totală de 326.589 de locuitori.

## Personalități marcante
- John Briley, (* 1925) scriitor
- Arthur Brown, (1843–1906), politician
- Kip Carpenter, patinator
- Jay Denham, Techno-DJ
- Edna Ferber, scriitoare
- Bill Hybels, preot a întemeiat comuna „Willow Creek”
- Joseph McGinty McG Nichol, (* 1968), producător de filme
- Terry Rossio, (* 1960), scriitor
- Norman Shumway, cardiolog

## Orașe înfrățite
- Okaya, Japonia,
- Valdivia, Chile [4]